# Шмундяк, Сергей Фёдорович
Сергей Фёдорович Шмундяк (укр. Сергій Федорович Шмундяк; 17 октября 1957, Черновцы, Украинская ССР, СССР) — советский украинский футболист. Нападающий, большую часть карьеры провёл в «Буковине» (Черновцы), также выступал за «Карпаты» и СКА (Львов).

## Биография
Родился 17 октября 1957 года в Черновцах. Начал заниматься футболом в футбольных секциях местных спортивных школ (тренеры — Николай Бреев и Виктор Осадчук). С 1975 по 1986 год выступал в составе команд, играющих в чемпионате УССР.
Защищал цвета черновицкой «Буковины» и львовского СКА. В составе армейского клуба стал лучшим бомбардиром турнира команд второй лиги 1977 года — 20 забитых мячей. Внес весомый вклад в обретение черновицкой команды золотых наград чемпионата УССР 1982 года и серебряных — 1980 года. Лучший бомбардир «Буковины» в 1979, 1981 и 1982 годах. Часть сезона в 1981 году провёл в составе львовских «Карпат», которые выступали в первой лиге (19 матчей, 2 гола) и в кубке СССР (5 матчей, 2 гола).
На протяжении многих лет Шмундяк отклонял предложения коллективов высшей союзной лиге, в частности, нападающего приглашали в московский ЦСКА, донецкий «Шахтёр» и одесский «Черноморец». А в конце 70-х годов имел шанс стать игроком киевского «Динамо», но на переход в команду Валерия Лобановского буковинец не решился. Занимает девятое место в «Клубе Евгения Деревяги» — списке самых результативных игроков чемпионата УССР — 130 голов.
Живет в Черновцах. Работает в частной фирме, занимающейся торговлей.

## Достижения

### Командные
- Победитель чемпионата УССР (1): 1982
- Серебряный призёр чемпионата УССР (1): 1980

### Личные
- Лучший бомбардир чемпионата УССР (1): 1977 (20 голов)